# Пері (селище при станції)
Пері (рос. Пери) — селище залізничної станції у Всеволожському районі Ленінградської області Російської Федерації.
Населення становить 218 осіб. Належить до муніципального утворення Лесколовське сільське поселення.

## Історія
Від 1 серпня 1927 року належить до Ленінградської області.

## Населення
| 1862 | 1896 | 1926 | 1997 | 2002 | 2007 | 2010 |
| ---- | ---- | ---- | ---- | ---- | ---- | ---- |
| 9    | ↘4   | ↗9   | ↗122 | ↘118 | ↘115 | ↗119 |
| 2013 | 2017 |      |      |      |      |      |
| ↗295 | ↘218 |      |      |      |      |      |